# فلوريان ماير (لاعب كرة قدم ألماني)
فلوريان ماير (بالألمانية: Florian Mayer)‏ هو لاعب كرة قدم ألماني في مركز الدفاع، ولد في 4 مارس 1998 في ألمانيا. لعب مع بوروسيا مونشنغلادباخ.

## وصلات خارجية
- فلوريان ماير (لاعب كرة قدم ألماني) على موقع قاعدة بيانات كرة القدم.إي يو (الإنجليزية)
- فلوريان ماير (لاعب كرة قدم ألماني) على موقع عالم كرة القدم.نت (الإنجليزية)